# 皮夏涅 (卡明-卡希爾西基區)
51°30′23″N 25°9′57″E / 51.50639°N 25.16583°E
皮夏涅（烏克蘭語：Піщане）是位於烏克蘭西北部沃倫州的卡明-卡希爾斯基區的村莊，面積456.47平方公里，海拔高度166米，2001年人口1,338，人口密度每平方公里2.93人。